# Karlo Emanuel I. Veliki
Karlo Emanuel I. Veliki (Rivoli, Savoja, 12. siječnja 1562. – Savigliano, 26. srpnja 1630.), savojski vojvoda od 1580. godine iz savojske dinastije. Imao je i naslov titularnog jeruzalemskog i ciparskog kralja. Bio je sposoban vojnik i lukav političar te promicatelj kulture, umjetnosti i gospodarskog napretka Savoje.

## Životopis
Naslijedio je svoga oca, vojvodu Emanuela Filiberta 1580. godine. Godine 1588., uoči izumruća dinastije Valois, postavio je zahtjev za francuskom krunom, ali bezuspješno. Ipak, iskoristio je krizu u Francuskoj te je zauzeo markgrofoviju Saluzzo i izvršio napad na Provansu. Novi francuski kralj Henrik IV. (1589. – 1610.) uspio je prisiliti Karla Emanuela da mu vrati dio stečevina, no Saluzzo je ostao u rukama Savojaca. Poslije tog poraza, Karlo Emanuel je pokušao 1602. godine napasti i osvojiti Ženeva, međutim napad nije uspio.
Dana 10. travnja 1610. godine potpisan je sporazum u Bruzolu između vojvode Karla Emanuela I. i francuskog kralja Henrika IV., kojim je savojska kuća sklopila protuhabsburški savez s cilljem izbacivanja španjolskih i austrijskih trupa iz Italije. Premda je izvršeni atentat na Henrika IV. prekinuo savez, Karlo Emanuel je uspio 1613. godine oteti Monferrato od Španjolaca, što je izazvalo ratni sukob koji je potrajao do 1617. godine i završio Karlovim odreknućem od zauzete kneževine.
Za vrijeme Tridesetogodišnjeg rata (1618. – 1648.), Karlo Emanuel se povezao s protuhabsburškim snagama, nakon što mu je obećana njemačka carska kruna. Unatoč tome, kada mu je u prosincu 1627. godine obećan Monferrato, pridružio se španjolskoj strani. U ožujku 1629. godine doživio je težak poraz od Francuzi te je dogodine umro, ostavljajući vojvodstvo Savoju u teškom položaju.